# Ashland (Oklahoma)
Ashland és un poble dels Estats Units a l'estat d'Oklahoma. Segons el cens del 2000 tenia 53 habitants.

## Demografia
Segons el cens del 2000, Ashland tenia 53 habitants, 19 habitatges, i 14 famílies. La densitat de població era de 107,7 habitants per km².
Dels 19 habitatges en un 47,4% hi vivien nens de menys de 18 anys, en un 57,9% hi vivien parelles casades, en un 21,1% dones solteres, i en un 21,1% no eren unitats familiars. En el 15,8% dels habitatges hi vivien persones soles el 10,5% de les quals corresponia a persones de 65 anys o més que vivien soles. El nombre mitjà de persones vivint en cada habitatge era de 2,79 i el nombre mitjà de persones que vivien en cada família era de 3,07.
Per edats la població es repartia de la següent manera: un 30,2% tenia menys de 18 anys, un 13,2% entre 18 i 24, un 26,4% entre 25 i 44, un 15,1% de 45 a 60 i un 15,1% 65 anys o més.
L'edat mediana era de 30 anys. Per cada 100 dones de 18 o més anys hi havia 117,6 homes.
La renda mediana per habitatge era de 30.833 $ i la renda mediana per família de 30.417 $. Els homes tenien una renda mediana de 24.375 $ mentre que les dones 0 $. La renda per capita de la població era de 6.981 $. Entorn del 20% de les famílies i el 19,2% de la població estaven per davall del llindar de pobresa.

## Poblacions més properes
El següent diagrama mostra les poblacions més properes.